# Cigaritis cypriaca
Cigaritis cypriaca är en fjärilsart som beskrevs av Riley 1925. Cigaritis cypriaca ingår i släktet Cigaritis och familjen juvelvingar. Inga underarter finns listade i Catalogue of Life.